# Conus bernardi
Conus bernardi é uma espécie de gastrópode do gênero Conus, pertencente a família Conidae.